# Andrés de Urdaneta

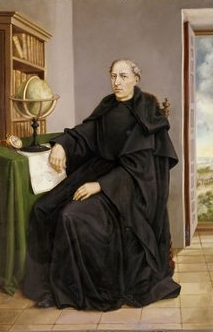
Andrés de Urdaneta im Habit des Augustinerordens

Andrés de Urdaneta (* 1498 in Ordizia; † 3. Juni 1568 in Mexiko-Stadt) war ein aus dem Baskenland stammender spanischer Augustinermönch, Kapitän und Entdecker. Er wurde bekannt für seine Entdeckung und Kartographierung einer Route quer durch den Pazifik, von den Philippinen nach Acapulco in Mexiko (damals Neuspanien), die später als „Urdanetas Weg“ bekannt wurde.

## Jugend
Urdaneta wurde in Ordizia in der baskischen Provinz Guipuzcoa in Spanien geboren. Er studierte Latein und Philosophie, schlug aber, da er Waise war, eine militärische Laufbahn ein. In den italienischen Kriegen erlangte er den Rang eines Hauptmanns. Nach seiner Rückkehr nach Spanien nahm er das Studium der Mathematik und Astronomie auf, was in ihm das Interesse an der Seefahrt weckte und ihn dazu brachte, sich 1525 der glücklosen Expedition García Jofre de Loaísas zu den Gewürzinseln (heute die Molukken) anzuschließen. Urdaneta war einer der wenigen Überlebenden der Expedition, denen es gelang, die Gewürzinseln zu erreichen. Dort angekommen, wurde er allerdings von den Portugiesen gefangen genommen.
1536 gelang ihm die Rückkehr nach Europa. Somit gelang Urdaneta die zweite europäische Weltumsegelung, nach einer Reise, die zehn Jahre dauerte. König Karl I. von Spanien empfing ihn nicht sonderlich herzlich und so kehrte er, geschwächt von seinen Abenteuern, nach Neuspanien zurück und trat dem Augustinerorden bei.

## Weitere Seefahrten
Nach dem Tod des Vizekönigs Luis de Velasco 1564 wechselte Neuspanien unter die Verwaltung der Real Audiencia. Diese stattete eine Expedition aus, um die Philippinen zu kolonisieren und zu erobern. Dies war von Philipp II. 1559 angeordnet und Urdaneta als Befehlshaber bestimmt worden. Urdaneta galt als guter Navigator und Experte für Fahrten in die Indischen Gewässer. Philipp II. bot ihm das Kommando an und drängte ihn zur Teilnahme an der Expedition. Urdaneta stimmte teilweise zu, weigerte sich aber, das Kommando zu übernehmen, das man schließlich Miguel López de Legazpi übertrug. Die Expedition, die aus dem Flaggschiff Capitana, den Galeonen San Pablo und San Pedro, sowie den Tendern San Juan und San Lucas bestand, setzte am 21. November 1564 die Segel. An Bord befanden sich neben Urdaneta noch weitere vier Augustinermönche. Die Schiffe erreichten im Frühjahr 1565 die philippinische Insel Cebu. Dort wurde kurz darauf das erste Kloster des Augustinerordens gegründet, dessen Tätigkeit neben der anderer Orden für die Christianisierung der Inseln in der Zukunft eine wichtige Rolle spielen sollte. Nachdem Legazpi einige Zeit auf den Inseln verbracht hatte, wobei es auch zu Kämpfen mit Teilen der einheimischen Bevölkerung gekommen war, entschied er, Urdaneta zurückzuschicken, um eine bessere Route zu finden und Unterstützung aus Neuspanien für die Kolonie auf den Philippinen zu bringen.
Urdaneta segelte am 1. Juni 1565 von San Miguel auf Cebu ab und war gezwungen, bis zu 36 Grad Nördlicher Breite zu segeln, um günstige Winde zu finden. Das Schiff erreichte Acapulco am 8. Oktober 1565, nachdem er 20000 km in 130 Tagen zurückgelegt hatte. 14 seiner Seeleute starben, nur Urdaneta und Felipe de Salcedo, der Neffe Legazpis, waren noch stark genug, um Anker zu werfen.
Das Expeditionsmitglied Alonso de Arellano, der sie kurz nach der Ankunft im Hafen verlassen hatte, war bereits vor ihnen angekommen und hatte Barra de Navidad in Jalisco im August desselben Jahres erreicht. Arellanos Notizen waren jedoch weit unpräziser als Urdanetas; so wurde Urdanetas' Route die berühmtere und vertrauenswürdigere.
Von Mexiko reiste er nach Europa, um Bericht zu erstatten und kehrte danach nach Neuspanien zurück. Er hatte eigentlich vor, weiter zu den Philippinen zu reisen, wurde aber von seinen Freunden davon abgebracht. Er schrieb zwei Berichte über seine Reisen: einen über die Loaísa-Expedition, den anderen über seine Rückreise nach Neuspanien. Ersterer wurde veröffentlicht, der letztere liegt im Archivo General de Indias in Sevilla. 
Für den Rest des 16. und 17. Jahrhunderts nutzten spanische Schiffe Urdanetas Route, vor allem die jährliche Galeone von Manila nach Acapulco. Aus einer Reihe von Gründen erforschten die Spanier nie die Pazifikküste Nordamerikas bzw. die meisten Pazifikinseln. Dennoch beanspruchte Spanien bis ins 19. Jahrhundert die Souveränität über den Großteil des Pazifiks.